# Collective action clause
Collective action clause (afgekort CAC) is een term die betrekking heeft op leningsvoorwaarden van obligaties en die inhoudt dat die leningsvoorwaarden, na uitgifte van een obligatie, gewijzigd kunnen worden zonder dat daarvoor unanimiteit van de crediteuren vereist is. 
De hoofdregel is dat de voorwaarden waaronder een obligatielening wordt uitgegeven (en die zijn vastgelegd in de documentatie van die obligatie, die uit vele tientallen tot soms meerdere honderden pagina's kan bestaan) na de uitgifte niet gewijzigd kunnen worden: de belegger die de obligatie koopt wil zekerheid hebben omtrent zijn juridische positie. Tussentijdse wijziging van die voorwaarden zou in theorie mogelijk zijn, doch dat zou dan met iedere individuele houder van een obligatie apart overeengekomen moeten worden: iets dat zich moeilijk verdraagt met het verhandelbare karakter van obligaties, terwijl het bereiken van unanimiteit met een veelheid van obligatiehouders in de praktijk onhaalbaar zal zijn. 
Door het in de leningsvoorwaarden opnemen van een regeling dat een overeenstemming (omtrent wijziging van die leningsvoorwaarden) die bereikt is met een bepaald deel van de obligatiehouders bindend zal zijn voor alle andere obligatiehouders, ook als zij tegen een dergelijke wijziging hebben gestemd, wordt dit probleem ondervangen. Welk deel van de crediteuren dan akkoord moet gaan verschilt van geval tot geval, doch percentages van 66 2/3% tot 75% zijn niet ongebruikelijk. De overige crediteuren zijn daaraan dan gebonden, waarmee tijdrovende juridische procedures worden voorkomen. CAC's kunnen ook betrekking hebben op andere zaken: zo kan een partij ("trustee") aangewezen worden die exclusief bevoegd is om de crediteuren te vertegenwoordigen bij onderhandelingen met de debiteur. 
CAC's zijn niet ongebruikelijk bij obligaties waarin een staat geld leent onder het recht van een andere jurisdictie (bijvoorbeeld wordt dan het recht van de staat New York aangewezen). In de Angelsaksische wereld zijn ze populairder dan in continentaal Europa, doch ook daar zijn ze vanaf 1 januari 2013 een vast onderdeel van staatsleningen in de eurozone.
CAC's worden vooral opgenomen met het oog op situaties waarin de debiteur (vaak een staat) in betalingsmoeilijkheden is komen te verkeren: de crediteuren wordt dan een aanbod gedaan voor een herstructurering van de schuld, in de vorm van een gedeeltelijke kwijtschelding, een verlaging van de coupon en/of een verlenging van de looptijd van de lening. De onderhandelingen over een dergelijke herstructurering, die dan toch al onder grote druk plaatsvinden, zouden reeds door de noodzaak met een veelheid aan crediteuren te onderhandelen, sterk bemoeilijkt worden. 
Bij de crisis rond de Griekse staatsschulden ging men in februari 2011 over tot de (voor zover bekend unieke) stap om bij wet CAC's met terugwerkende kracht in de leningsvoorwaarden van bestaande staatsleningen in te voegen. Dit gebeurde in het kader van een voorstel voor een (drastische) sanering van de Griekse overheidsfinanciën, waarbij de (private) houders van bestaande leningen een voorstel werd gedaan dat in totaal een verlies van circa 75% impliceerde. Om dit voorstel voor alle houders verbindend te maken, was een 2/3e meerderheid van 50% van het totaal van de crediteuren vereist. 

## Standaard-onderdeel van leningvoorwaarden van eurozone-staatsleningen vanaf 1 januari 2013
In november 2010 besloten de Europese ministers van Financiën dat CAC's vanaf juli 2013 een standaard-onderdeel zouden worden van staatsleningen (met een looptijd bij uitgifte langer dan één jaar) van lidstaten van de eurozone. De ingangsdatum werd later gewijzigd in 1 januari 2013. De bestaande praktijk van "tapping" van reeds eerder uitgegeven leningen bleef binnen zekere grenzen na 2012 toegestaan. (Hieronder wordt verstaan het uitbreiden van een bestaande staatslening: op dezelfde condities wordt een additioneel bedrag geleend, uiteraard tegen de op dat moment geldende marktrente. De nieuw uitgegeven obligaties zijn dan verhandelbaar op dezelfde wijze als de reeds bestaande obligaties en hebben ook dezelfde ISIN-code. Hiermee neemt de totale omvang van de lening toe, hetgeen de liquiditeit ten goede komt.) Voor 2013 mocht 45% van het nieuw geleende bedrag worden geleend in de vorm van "taps", welk percentage ieder jaar met 5%-punt zou dalen. 
De financiële markten bleken aan de aanwezigheid van CAC's geen negatieve consequenties te verbinden: er was geen merkbaar rendementsverschil tussen leningen met en leningen zonder CAC's.